# پیرواش علیا
پیرواش علیا روستایی در دهستان آق‌التین بخش مرکزی شهرستان آق‌قلا استان گلستان ایران است. این روستا از اقوام سیستانی بلوچ و کتولی  تشکیل شده است در گذشته این روستا بنام پیرواش حاجی حبیب مشهور بوده است حاجی حبیب از زمینداران و ملاکان بزرگ این روستا بوده است از بزرگان این روستا حاجی حبیب حاجیلری حاجی سیف الله الازمنی حاجی رضا الازمنی اسماعیل میرشکار کربلایی رضا الازمنی محمد رمرودی زاده لال محمد و...می توان نام برد

## جمعیت
بر پایه سرشماری عمومی نفوس و مسکن در سال ۱۳۹۵ جمعیت این مکان ۶۳۸ نفر (۱۸۲خانوار) بوده‌است.